# Neuhaus (Dieterskirchen)
Neuhaus (ⓘ) ist ein Gemeindeteil der Gemeinde Dieterskirchen im Oberpfälzer Landkreis Schwandorf (Bayern).

## Geographische Lage
Neuhaus liegt ungefähr drei Kilometer östlich von Dieterskirchen und etwa fünf Kilometer westlich der Bundesstraße 22.

## Geschichte
Neuhaus (auch: Holzhof, Oberneuhaus) wurde 1820 mit einer Familie als Bestandteil der Ruralgemeinde Weislitz (unter dem Namen Holzhof) erwähnt.
Zum Stichtag 23. März 1913 (Osterfest) wurde Neuhaus (unter dem Namen Oberneuhaus) als Teil der Pfarrei Dieterskirchen mit zwei Häusern und 9 Einwohnern aufgeführt.
Bei der Auflösung der Gemeinde Weislitz 1946 kamen Bruckmühl, Neuhaus und Weislitz zur Gemeinde Dieterskirchen.
Am 31. Dezember 1990 hatte Neuhaus 8 Einwohner und gehörte zur Pfarrei Dieterskirchen.